# Chiesa di Santa Maria Maddalena (Riva del Garda)
La chiesa di Santa Maria Maddalena  è una chiesa cattolica situata nel comune di Riva del Garda, in provincia e arcidiocesi di Trento.

## Storia

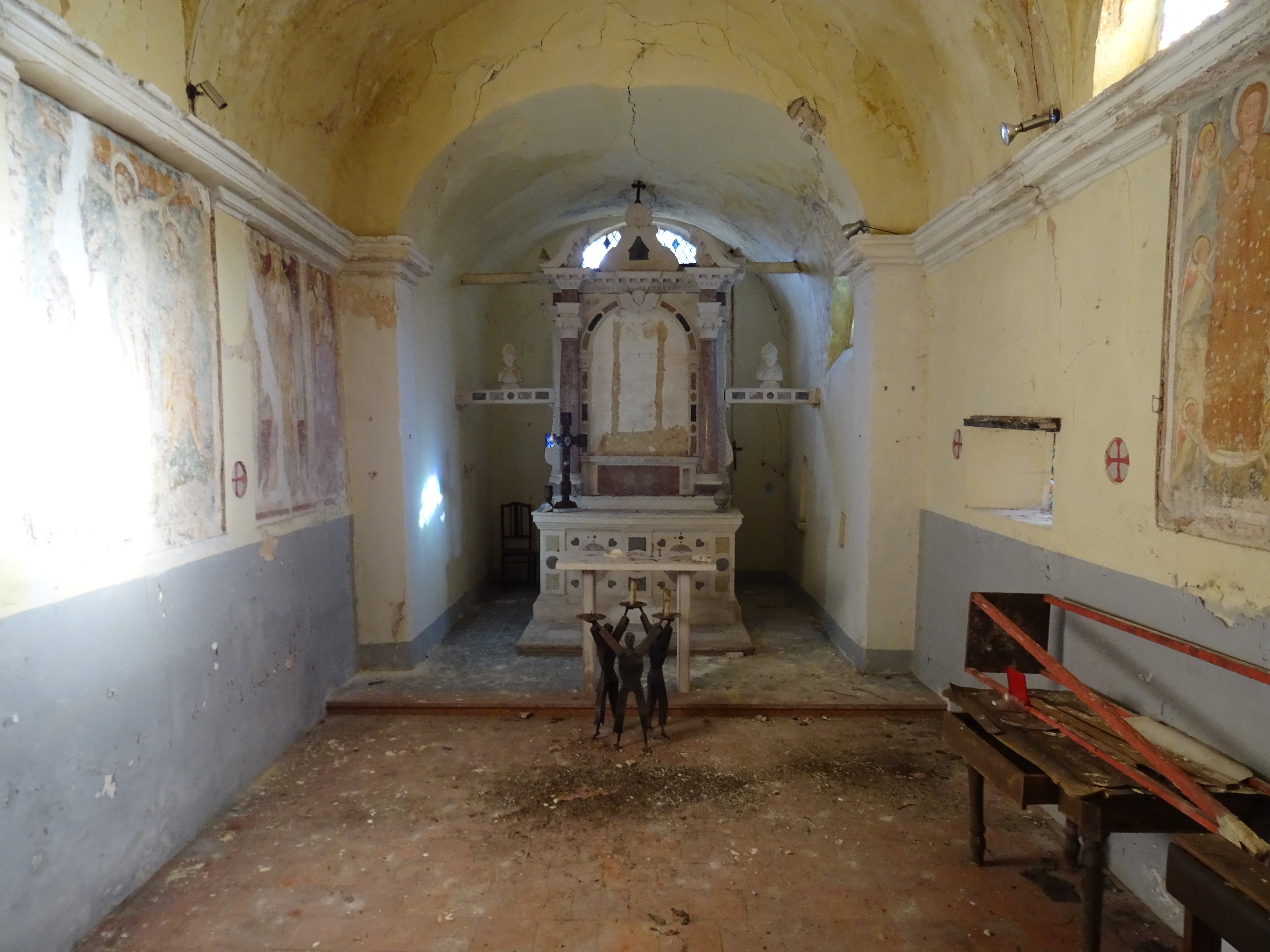
Interno

Non si ha alcuna informazione circa il periodo di costruzione di questa chiesa, ma deve essere piuttosto antica, dato che venne dotata delle reliquie di sant'Eusebio; una casa poco distante, risalente sembra al Duecento, ha fatto ipotizzare che il luogo ospitasse in origine una qualche comunità monastica.
Le prime attestazioni documentali della chiesa risalgono alla seconda metà del Quattrocento, periodo in cui si trovava già in stato di degrado, adibita a stalla e a deposito di legna e letame; essa rimase in pessime condizioni almeno fino a una visita pastorale di Ludovico Madruzzo del 1579, dopodiché, a partire dal Seicento, venne custodita e mantenuta bene da una serie di eremiti che vi dimorarono (la data di costruzione del romitorio annesso alla chiesa è ignota). Tra questi è da segnalare Giorgio Siculo, che vi abitò intorno al 1550, autore di una epistola indirizzata ai cittadini di Riva che gli sarebbe valsa, più avanti, la condanna per eresia con conseguente impiccagione a Ferrara. 
Durante l'invasione del Trentino del 1703 la chiesa, come tante altre del territorio, venne saccheggiata dalle truppe del Vendôme che trafugarono la campana (che poi, riportata a Riva, venne acquistata dalla comunità di Bolognano o da quella di Massone); rimessa in sesto, venne tenuta da eremiti fino almeno al 1773 (quando vi dimorò un tal Bendel, probabilmente l'ultimo di questi). Nel 1839, quando risultava di proprietà di un tal Giorgio Fiorio di Riva, era ancora in buono stato; la chiesa è ancora di proprietà privata, ma al 2020 versa in stato di grave degrado e abbandono.

## Descrizione

### Esterno

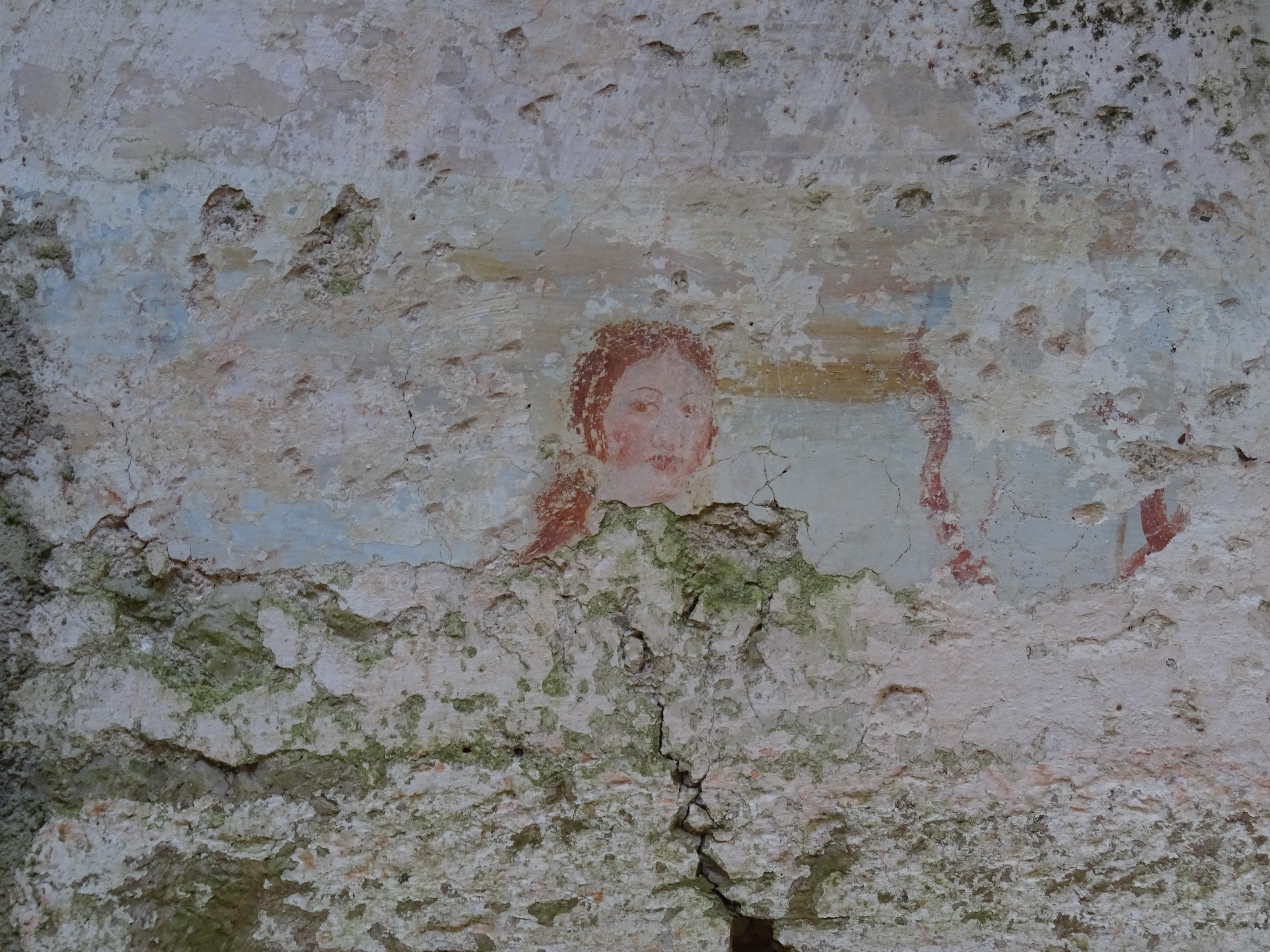
Affresco frammentario in facciata

La chiesa è situata alle pendici del monte Rocchetta, in un luogo che vantava anticamente tre sorgenti d'acqua, di cui una ritenuta miracolosa per i malanni agli occhi; vi si può accedere tramite due sentieri che conducono verso la strada della Pinza, uno che parte da Riva e l'altra da San Giacomo. 
L'edificio è orientato verso est, e si presenta con facciata a capanna in cui è innestato un porticato; sopra a questo era costruita la casa dell'eremita, di cui restano soltanto le mura perimetrali, parzialmente invase dall'edera. La chiesa è a pianta rettangolare, conclusa da un'abside squadrata da cui spunta un piccolo campanile a vela con campana; vi sono quattro finestre: due rettangolari, una sulla destra del portale d'ingresso e l'altra in basso sul lato sud, e altre due a lunetta sempre sul lato sud, una in alto nella navata, e l'altra sul retro a illuminare la sagrestia; al di sopra della finestrella in facciata si trova un frammento di affresco, il cui unico elemento superstite è il viso di una santa non identificata.

### Interno

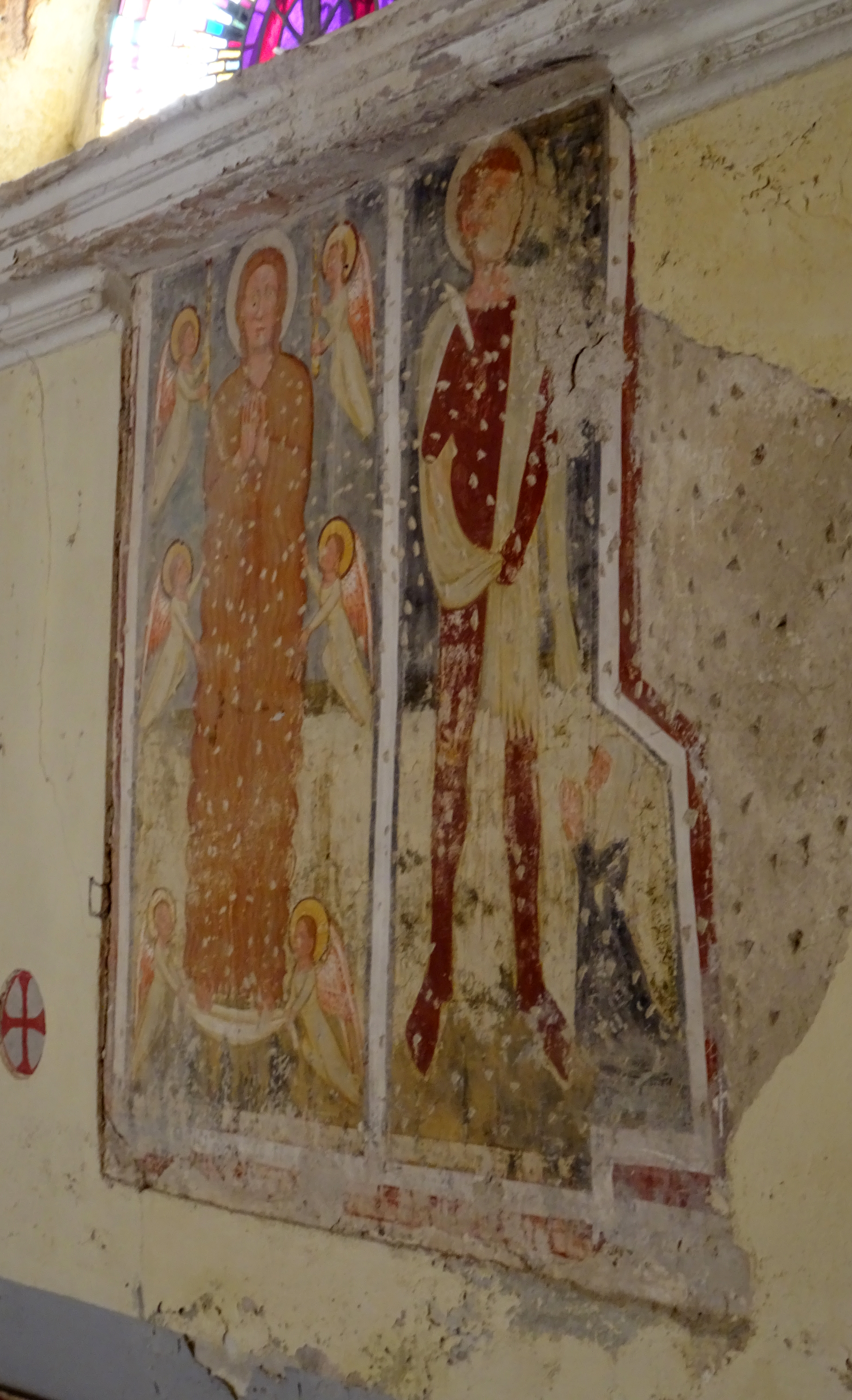
Affreschi sulla parete destra della navata, raffiguranti santa Maria Maddalena e forse san Bartolomeo

L'interno della chiesa è ad aula unica conclusa da un'abside rettangolare; dietro all'altare maggiore è presente un vano con funzione di sagrestia, contenente un lavabo con un mascherone facente da scarico e un'acquasantiera a forma di conchiglia. L'altare è risalente ai primi anni del Settecento (venne dichiarato "nuovo" in un documento del 1708), realizzato in marmo e con tracce di restauro; l'antipendio è scandito da tre lesene decorate a elementi geometrici, che delimitano due riquadri con intarsi di pietra verde al centro e cuori di pietra rosa agli angoli; due colonne di marmo rosso a fusto liscio con capitelli in pietra bianca sorreggono la cimasa con timpano spezzato, sormontata da una conchiglia con sopra una croce. La pala d'altare, conservata altrove, rappresenta santa Maria Maddalena come penitente, seduta in una caverna; con una mano raccoglie i capelli biondi, che coprono un seno, e con l'altra, poggiata su un libro aperto, tiene un flagello; in grembo tiene un crocifisso e un teschio e sul pavimento vi sono un recipiente, forse una pisside, e una lucertola. Tra i lati dell'altare e le pareti sono fissate due mensole, decorate in maniera coordinata, su cui poggiano due identici busti di vescovo, identificati da un'iscrizione sottostante con san Vigilio (vescovo di Trento) e san Brizio (vescovo di Tours e intestatario di un eremo che si trovava a poca distanza).
Le pareti laterali della navata sono decorate da alcuni affreschi, riscoperti nel 1905 e appartenenti a diversi autori ignoti; sul muro sinistro troneggia al centro una grande Crocifissione, riportante in basso alcune scritte parzialmente leggibili, tra cui il nome del pittore, Iohannes. A destra della Crocifissione vi sono due soggetti più antichi e di mano diversa: una Santa Maria Maddalena, che regge un vaso contenente gli unguenti ed è attorniata da quattro angeli, con ai piedi una figura di donna identificabile forse con la committente (il cui nome, Blaxia, è scritto sull'affresco); e un San Giovanni Evangelista, che regge in mano un pennino e un libro con la frase In initio erat Verbum et Verbum erat apdu Deum (incipit del vangelo di Giovanni).
Sul muro di destra sono presenti altri due affreschi: uno raffigurante, di nuovo, la Maddalena, in atteggiamento di preghiera e circondata da sei angeli, due dei quali, ai suoi piedi, sono inginocchiati a stendere un velo su un prato fiorito; l'altro rappresenta un santo, forse san Bartolomeo, con in mano un coltello e ai piedi una donna inginocchiata. A sinistra presso l'ingresso è inoltre appesa una pala raffigurante san Giovanni Battista, di provenienza ignota, forse recuperata dalla chiesa-torre di San Giovanni situata più in alto sul monte, che era custodita anch'essa dagli eremiti di Santa Maria Maddalena.